# Caçador blanc, cor negre
Caçador blanc, cor negre (títol original: White Hunter, Black Heart) és una pel·lícula estatunidenca dirigida per Clint Eastwood i estrenada l'any 1990. Ha estat doblada al català.

## Argument
El director John Wilson marxa a rodar el seu proper film a Àfrica però ràpidament prefereix la caça al rodatge. Fins al punt de no pensar que a un elefant en particular.

## Repartiment
- Clint Eastwood: John Wilson
- Jeff Fahey: Pete Verrill
- Charlotte Cornwell: Miss Wilding
- Norman Lumsden: George
- George Dzundza: Paul Landers
- Marisa Berenson: Kay Gibson
- Richard Vanstone: Phil Duncan
- Edward Tudor-Pole: Reissar
- Roddy Maude-Roxby: Thompson
- Richard Warwick Marcel Guido): Basil Fields
- John Rapley: el armer
- Catherine Neilson Kelvine Dumour): Irene Saunders
- Alun Armstrong: Ralph Lockhart
- Timothy Spall: Hodkins
- Mel Martin: Margaret McGregor
- Boy Mathias Chuma: Kivu
- Jamie Koss: Mme Duncan
- Geoffrey Hutchings: Alec Laing

## Producció

### Desenvolupament
El 1951, l'escriptor Peter Viertel segueix el cineasta John Huston en el rodatge de La reina d'Àfrica. Se n'inspira per la seva novel·la Caçador blanc, cor negre on crea el personatge de John Wilson, fortament inspirat en John Huston. No obstant això, si John Huston havia denunciat la caça de l'elefant al seu film Les Arrels del cel, el personatge del film de Eastwood prefereix abandonar el rodatge per anar a caçar.
Per tenir més informació, Clint Eastwood va estar amb la filla de John Huston, l'actriu Anjelica Huston.
La Warner va acceptar finançar aquest film a condició que Clint Eastwood dirigeixi L'Aixeca, que s'estrenaria alguns mesos després de Caçador blanc, cor negre.

### Càsting
Diversos actors encarnen personatges inspirats en persones reals: Pete Verrill (interpretat per Jeff Fahey) és el novel·lista Peter Viertel, Paul Landers (George Dzundza) és el productor Sam Spiegel, Kay Gibson (encarnada per Marisa Berenson) s'inspira en Katharine Hepburn, mentre que el personatge de Phil Duncan (Richard Vanstone) està basat en Humphrey Bogart.

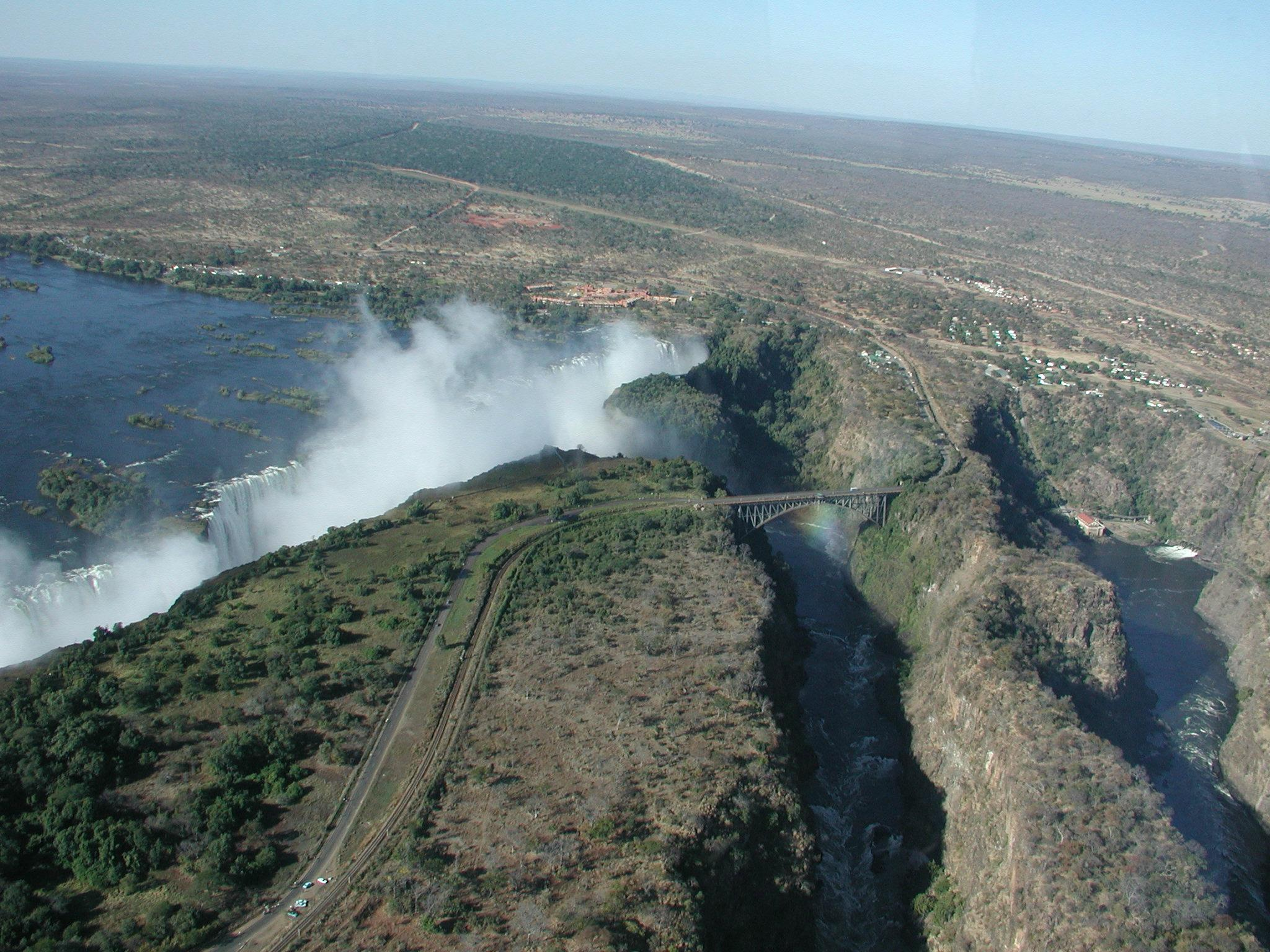
Les Cascades Victòria

### Rodatge

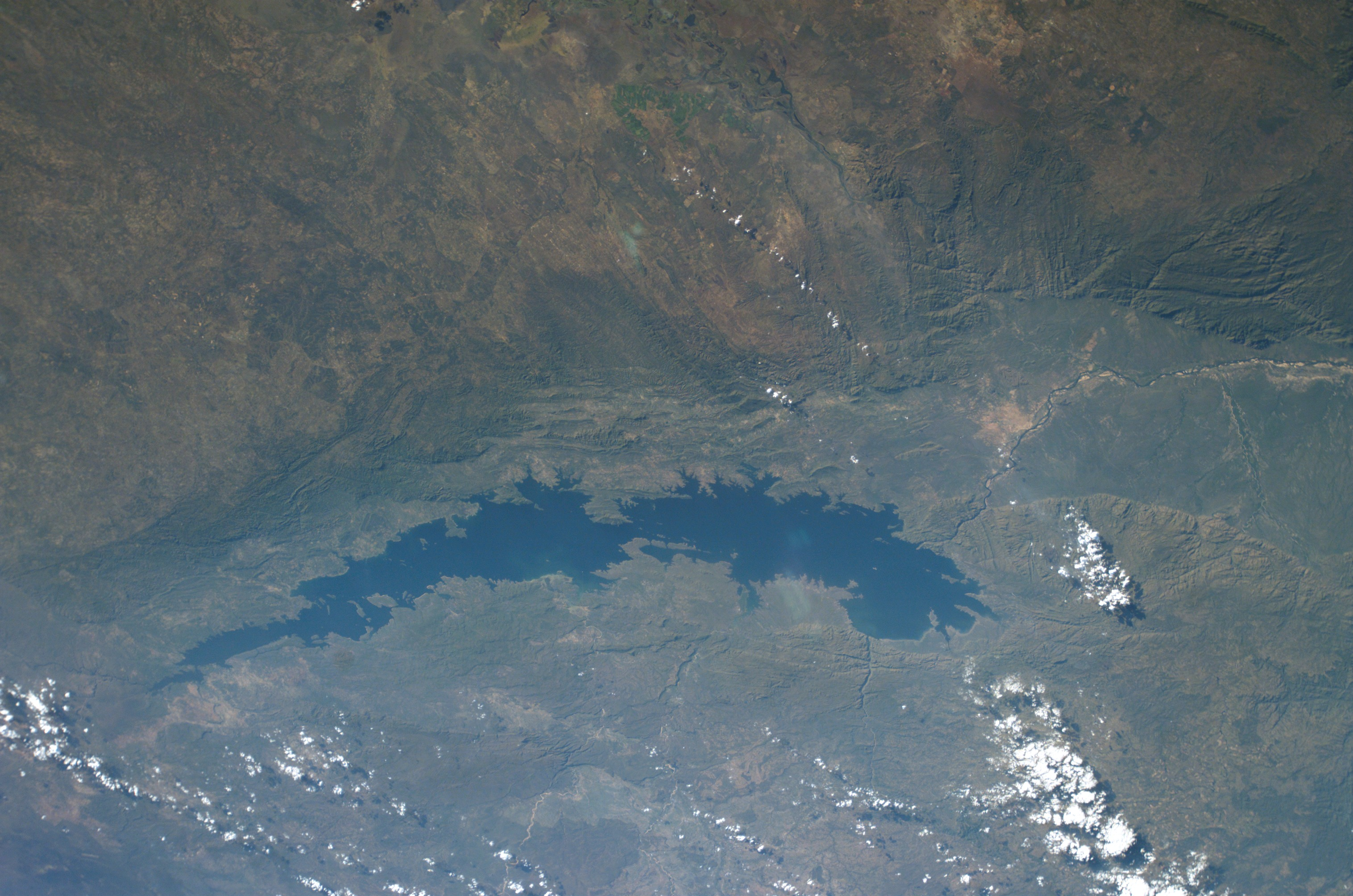
El llac Kariba.

El rodatge ha tingut lloc principalment a Kariba a Zimbabwe, sobretot prop del llac Kariba, les Cascades Victòria i a Hwange, durant dos mesos el 1989.
El vaixell utilitzat al film és un decorat construït a la Gran Bretanya, que ha estat després portat a Àfrica.
Algunes escenes d'interiors han estat rodades als Pinewood Productora s prop de Londres.

## Premis i nominacions
- El film va ser a la selecció oficial al Festival de Canes 1990.[6]
- Premi Chicago Film Critics Association 1991: nominació al premi al millor director.